# فرانك جيلز
فرانك جيلز (بالإنجليزية: Frank Gillis)‏ هو أمين مكتبة وعازف بيانو أمريكي، ولد في 1914 في تورونتو في كندا، وتوفي في 17 سبتمبر 1999 في غراند ماريس في الولايات المتحدة.

## وصلات خارجية
- فرانك جيلز على موقع ميوزك برينز (الإنجليزية)